# Jerusalemer Tempel

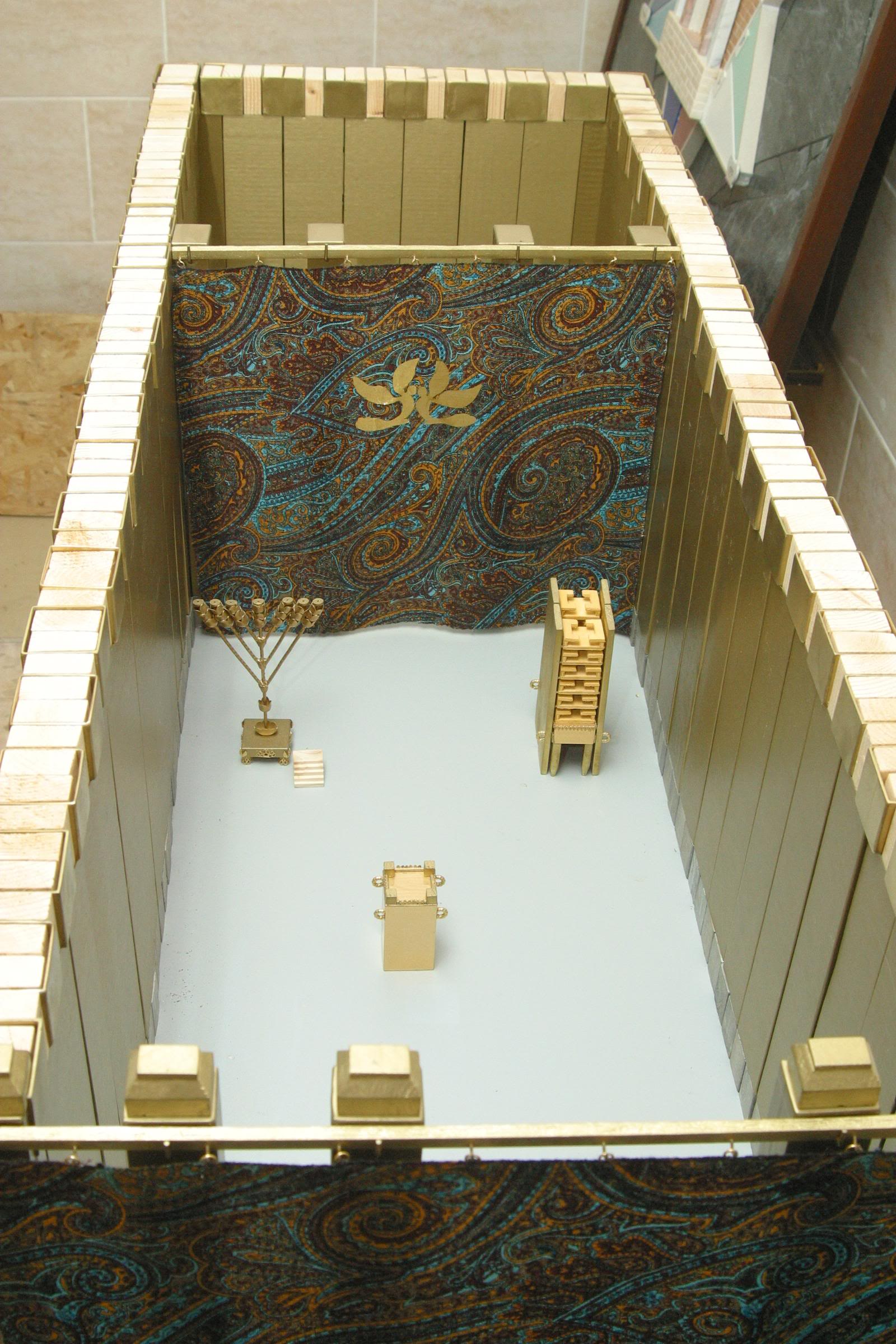
Rekonstruierter Innenraum des Zeltheiligtums (Mischkan) nach den Anweisungen der Tora, Modell von Michael Osnis. Die Einrichtung des Hechal im Zweiten Tempel ist damit praktisch identisch: vorne der Altar für das Weihrauchopfer, dahinter der Siebenarmige Leuchter (Menora) und der aufgrund der gestapelten Brote turmartig wirkende Schaubrottisch. Im Hintergrund der Vorhang des Allerheiligsten.

Der Jerusalemer Tempel (hebräisch בֵּית־הַמִּקְדָּשׁ Bet HaMikdasch) befand sich auf dem Tempelberg in Jerusalem.
Mit dem Begriff werden zwei Heiligtümer aus unterschiedlichen Zeiten bezeichnet, die beide heute nicht mehr vorhanden sind:
- Erster Tempel oder Salomonischer Tempel: Hauptheiligtum des Königreichs Juda, zerstört bei der Eroberung Jerusalems 587/586 v. Chr. durch die Neubabylonier. Damit verlor die JHWH-Religion ihren Mittelpunkt. Große Teile der Bevölkerung wurden ins babylonische Exil deportiert.

- Zweiter Tempel: Hauptheiligtum der aus dem Exil zurückgekehrten Judäer, erbaut unter dem persischen Statthalter Serubbabel um 515 v. Chr., mehrfach umgebaut und unter Herodes dem Großen stark erweitert und neu konzipiert (Herodianischer Tempel); bei der Eroberung Jerusalems durch römische Truppen im Jahr 70 n. Chr. geplündert, in Brand gesetzt und zerstört.[1]

Das Aussehen sowie die Einrichtung beider Tempel werden in antiken Schriftquellen beschrieben. Ihre Auslegung ist Thema der Bibelwissenschaft (Altes Testament) und der Judaistik.
Die Umfassungsmauern der herodianischen Tempelplattform (nicht das eigentliche Tempelgebäude) sind teilweise in den heutigen Umfassungsmauern erhalten. Ein Mauerabschnitt im Westen ist als Klagemauer bekannt und gilt heute als wichtigste heilige Stätte des Judentums. Diese Mauer hatte, während der Tempel bestand, noch keine besondere religiöse Relevanz.
Auf dem Tempelberg selbst stehen heute der Felsendom und die al-Aqsa-Moschee, die nach den heiligen Stätten in Mekka und Medina bedeutendsten Heiligtümer für Muslime.
In der Erwartung auf den kommenden Messias (hebräisch משיח maschiach) ist u. a. eine Bedingung in der jüdischen Religion, dass der „jüdische Tempel in Jerusalem“ („Dritter Tempel“) wieder aufgebaut worden ist (Mi 4,1 ).
Der Tempel war in der Zeit seines Bestehens der zentrale Ort jüdischer Religiosität. Das Opfer (hebräisch קָרְבָּן qårbān, deutsch ‚sich nähern‘) oder das Opfern als Ritual war mit seinen Institutionen, seinen logistischen Versorgungssystemen und Priestern etc. fester und fundamentaler Bestandteil des religiösen Handelns.

## Zeltheiligtum (Mischkan, Stiftshütte)

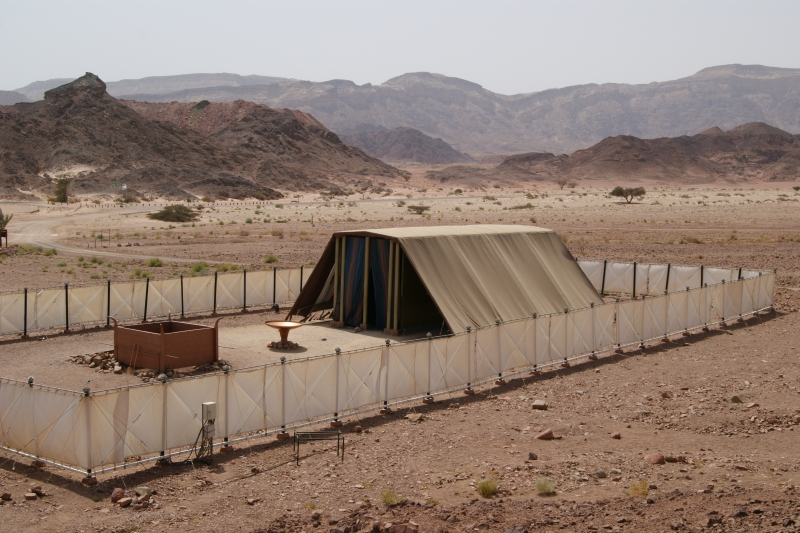
Rekonstruiertes Modell der Stiftshütte in Israel, (Timna Nationalpark). Originalgetreu nachgebaut mit einem Brandopferaltar vor dem Zelt.

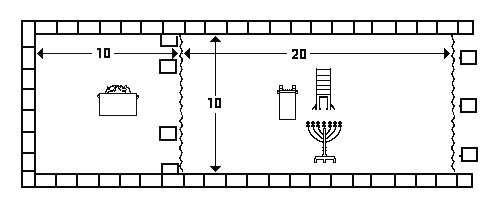
Grundriss des Mischkan (Kultgeräte von links nach rechts bzw. von West nach Ost): die Bundeslade mit der Kapporet, hinter dem Vorhang, Parochet, der Räucheraltar, der Schaubrottisch und der Leuchter vor dem Vorhang, die Maße sind in Ellen angegeben.

Im 2. Buch Mose (Ex 25–27  und Ex 36–39 ) ist die Konstruktion eines zerlegbaren und transportablen Zeltheiligtums, in dem die Bundeslade aufbewahrt wurde, detailliert beschrieben. Es wird „Zelt der Begegnung“ (Ex 27,21 ) genannt.
Die Tora unterscheidet bei der Konzeption dieses Heiligtums zwei Zonen:
1. den Vorhof mit Becken und Brandopferaltar;
2. den mit Räucheraltar, Leuchter und Schaubrottisch eingerichteten Innenraum, dies ist der „Arbeitsplatz des Hohenpriesters“.[5]

Einige Forscher sind der Ansicht, dass Details in der Beschreibung des Zeltheiligtums und seiner Zeremonien in Wirklichkeit dem Kult des Jerusalemer Tempels entstammen und nachträglich auf das Zeltheiligtum zurückprojiziert wurden. Pointiert hatte diesen Gedanken schon Julius Wellhausen formuliert: der Tempel sei für die Priesterschrift so unentbehrlich, „dass er tragbar gemacht und als Stiftshütte in die Urzeit versetzt wird. Denn diese ist in Wahrheit nicht das Urbild, sondern die Kopie des jerusalemischen Tempels.“
Jedenfalls benutzt die Tora den Mischkan als ein Modell, um Opfer- und Reinigungsrituale zu beschreiben. Die Abläufe im Jerusalemer Tempel müssen durch Transfer dieser Anordnungen auf die Gegebenheiten in einem steinernen Heiligtum erschlossen werden.

#### Älterer exegetischer Konsens

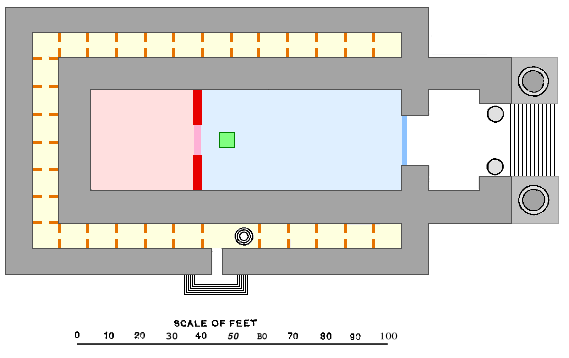
Grundriss und Rekonstruktion des Ersten (oder Salomonischer) Tempels. Weiß Bezirk des Eingangs mit Brandopferaltar, Waschbecken (nicht eingezeichnet); Hellblau heiliger Bezirk mit Räucheraltar, Menora, Schaubrottisch (grün); Blassrosa allerheiligster Bezirk; blau Trennvorhang; rosa Schleier; blassorange Lager-/Verwaltungsbereich, welcher parzelliert ist, orange Wände zwischen diesen Parzellen. Aus der Encyclopaedia Biblica, einer Veröffentlichung von 1903, sowie Liss (2019)

### Baubeschreibung

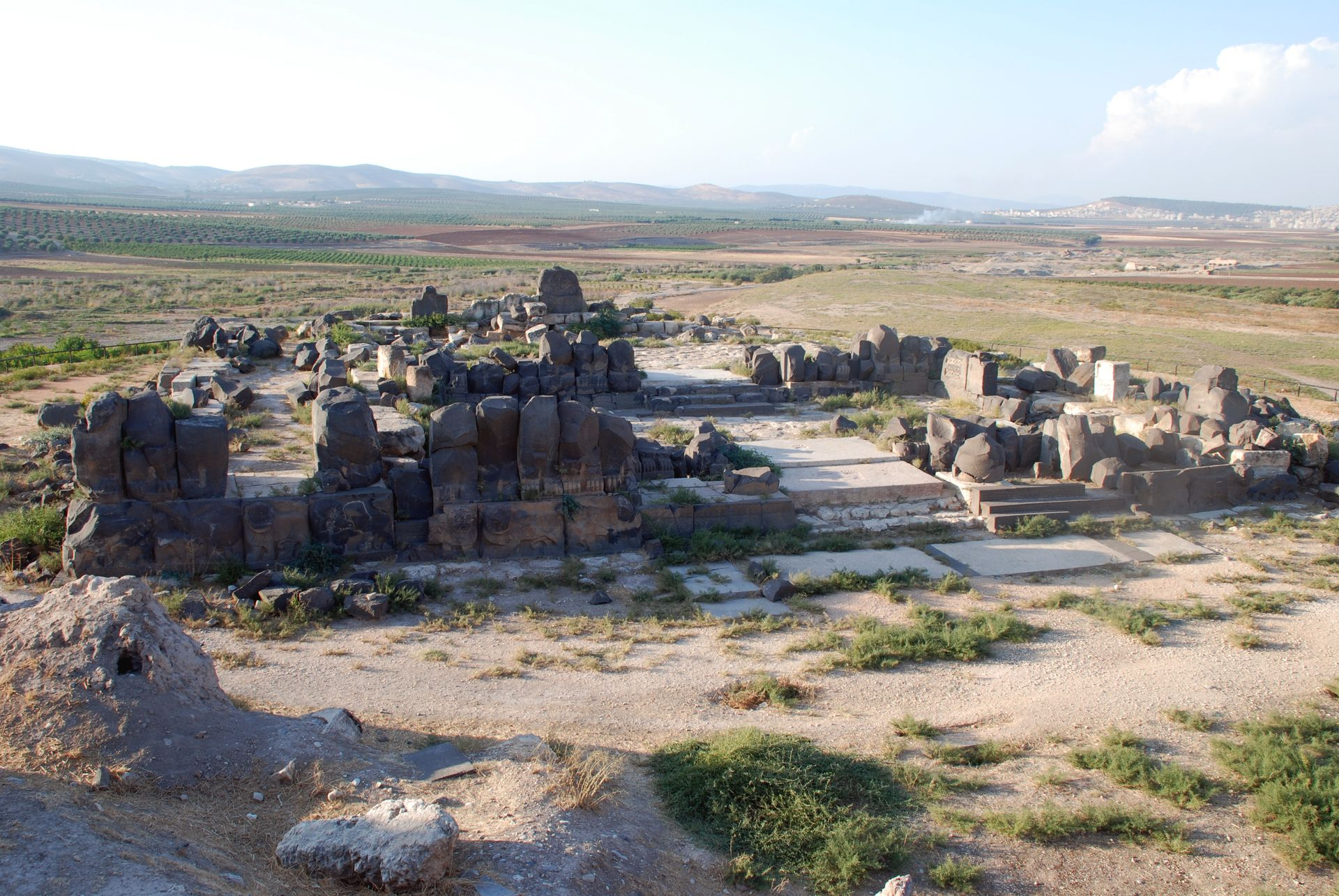
Der Tempel von Tell Ain Dara sah dem Salomonischen Tempel besonders ähnlich. Auch hier war das Heiligtum an drei Seiten von Nebenräumen eingefasst und der Eingang in die Vorhalle von einem Säulenpaar flankiert.

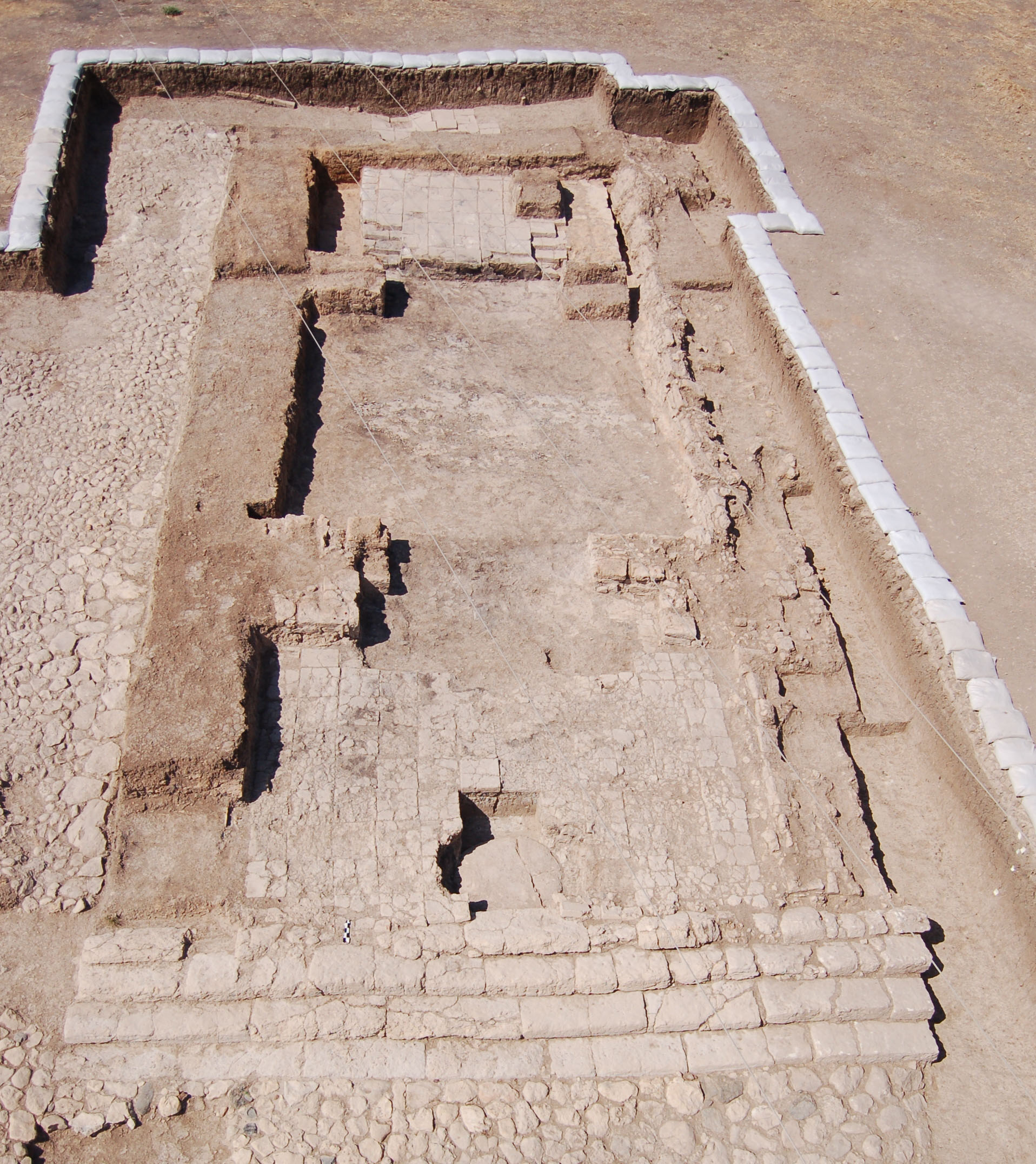
Der Tempel von Tell Ta‘yinat zeigt denselben dreiteiligen Aufbau wie der Jerusalemer Tempel

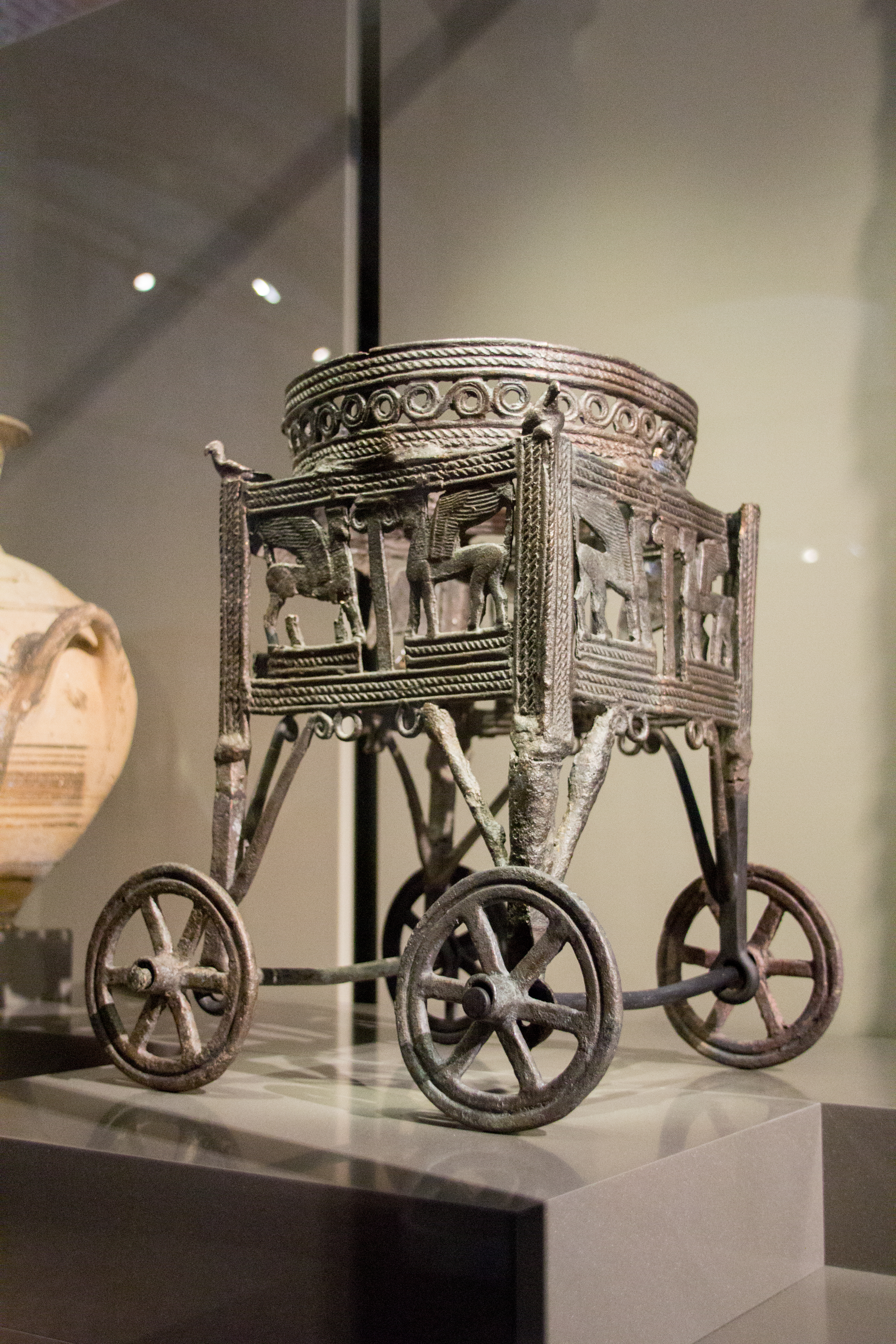
Aus Zypern sind mehrere metallene Kesselwagen bekannt, die mit den Geräten im Salomonischen Tempel verglichen werden (Neues Museum Berlin)

#### Kultbetrieb

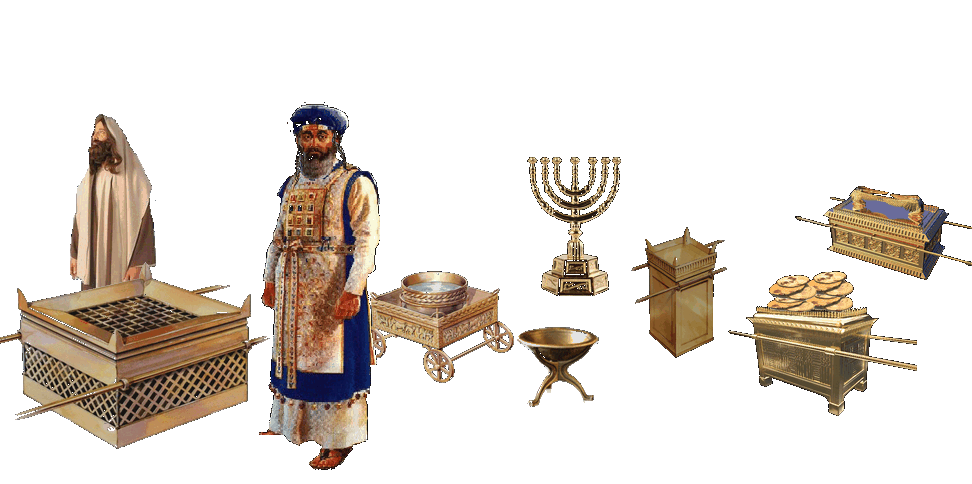
Rekonstruierte Kultutensilien wie Priesterkleidung eines Leviten (Tempeldiener, Kohen, ganz links), Brandopfertisch, Hohepriester mit seiner Choschen über dem Efod oder Lostasche sowie Urim und Thummim, seitlich in der erwähnten Lostasche (nicht abgebildet), ferner Menora, Schaubrote, Bundeslade u. a. aus dem Tempel von Jerusalem.

### Zerstörung und Kontinuität

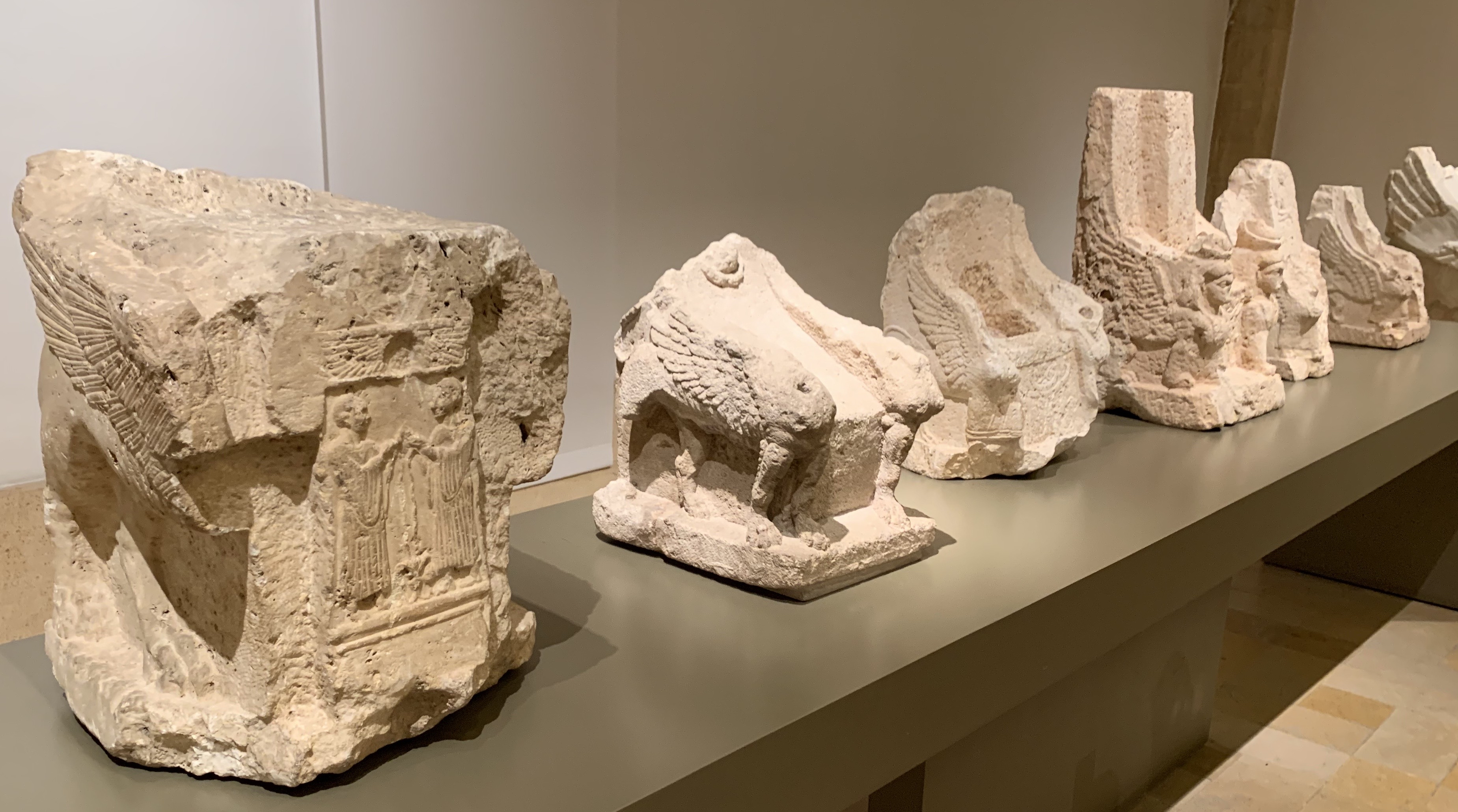
Gruppe von Sphingenthronen (Nationalmuseum Beirut)

### Herodianischer Tempel

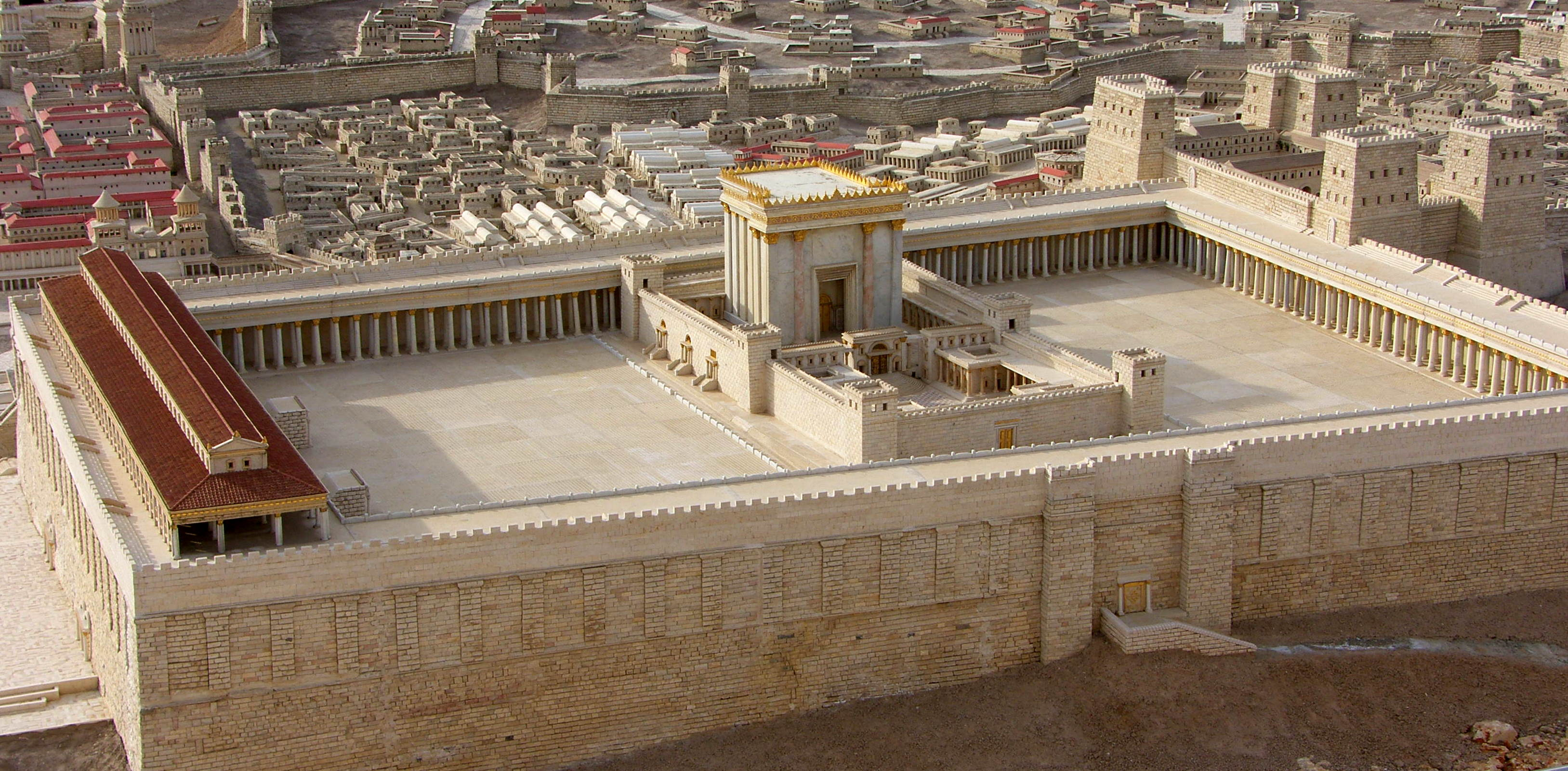
Der Tempelplatz im Holyland-Modell (Blick von Osten), linksseitig (nach Süden) die Königshalle

#### Tempelbau (21–19 v. Chr.)

Das Tempelumfeld (olivgrün und grün coloriert) in Jerusalem

#### These von Tuvia Sagiv

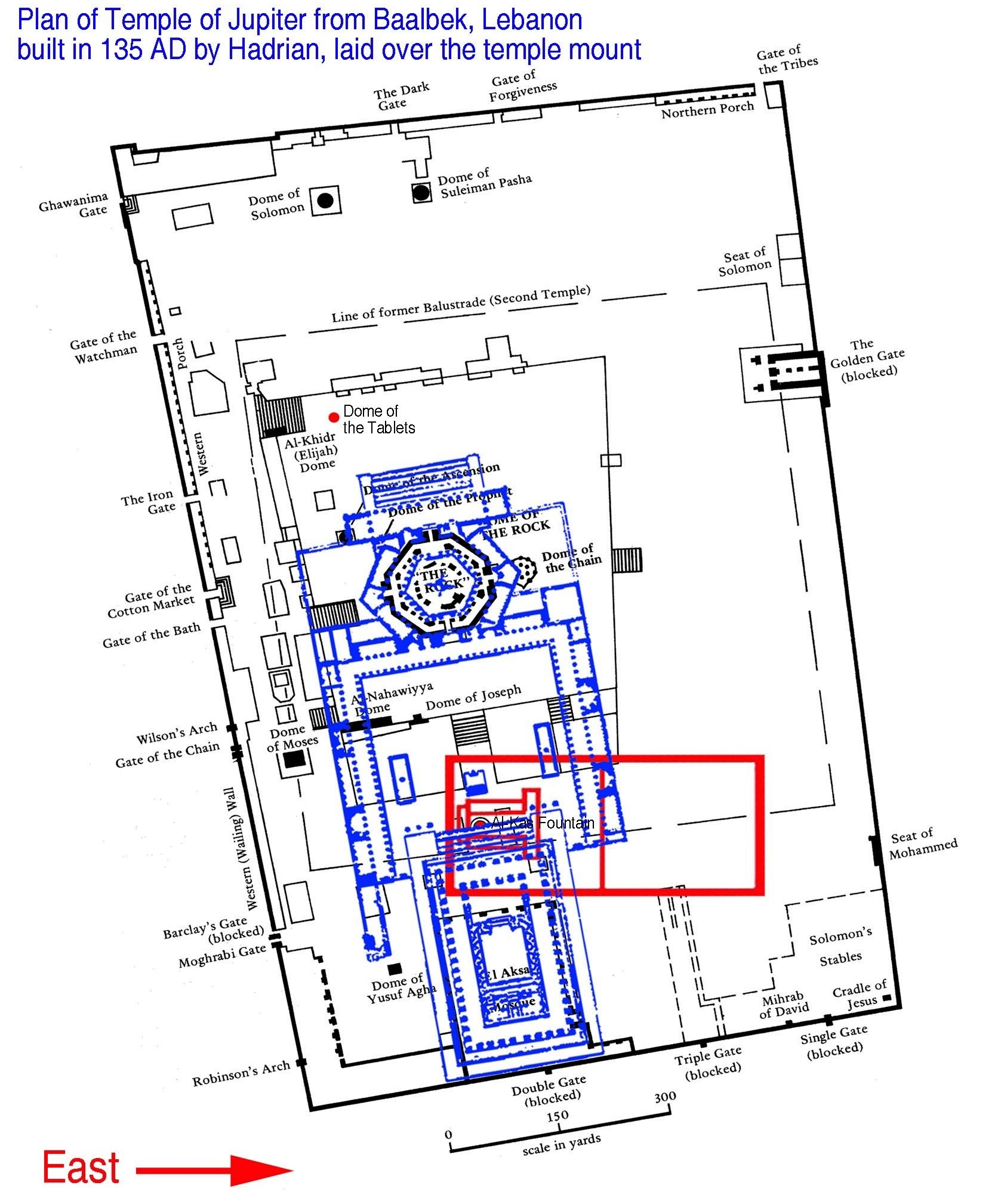
Tuvia Sagivs Theorie: heutige Tempelberg-Bebauung (schwarz), Jupitertempel von Baalbek (blau) als architektonisches Vergleichsobjekt zum hadrianischen Tempelbau, Herodianischer Tempel (rot) in einem tieferen Stratum

## Heiligkeit des Tempelgeländes

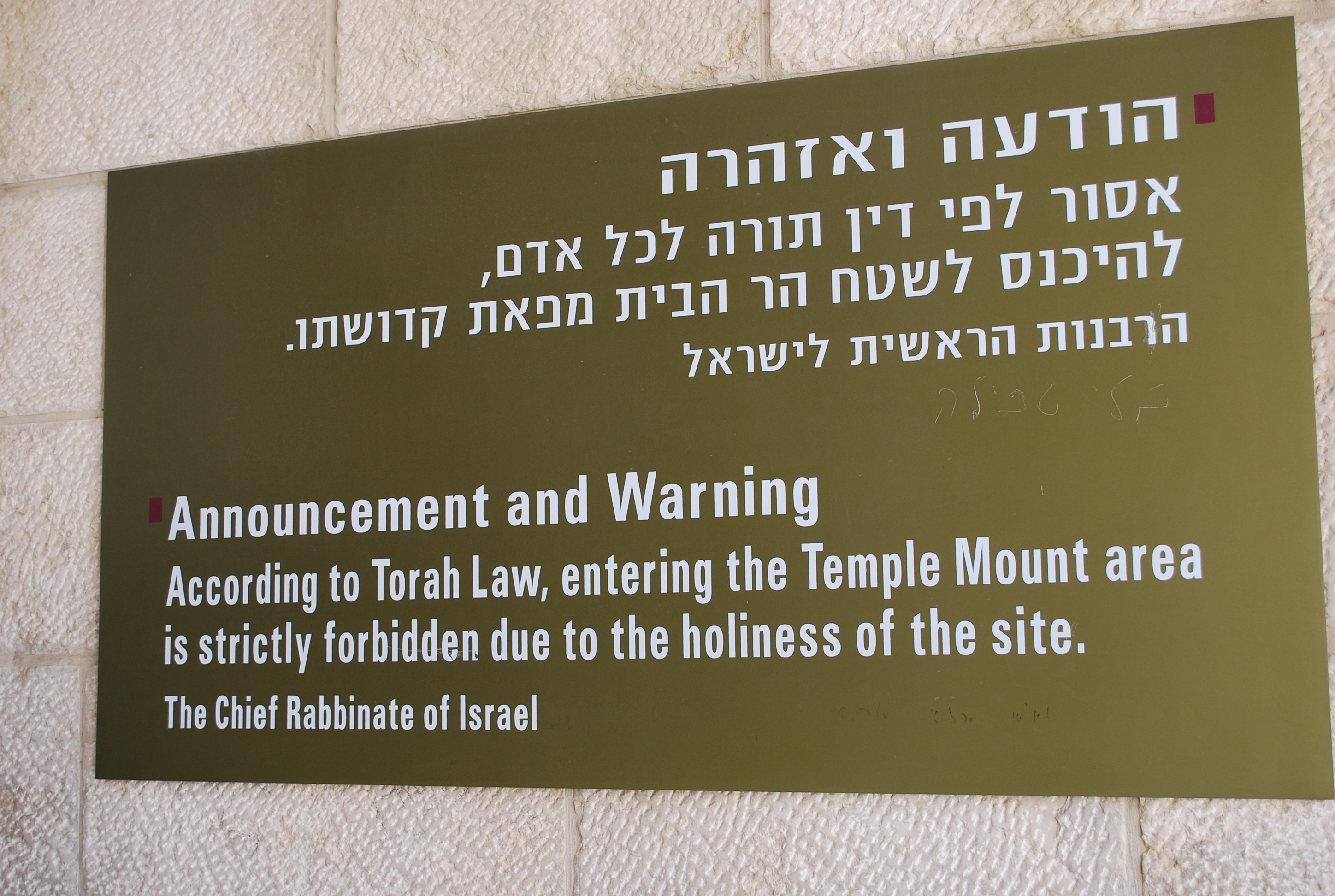
Das Oberrabbinat von Israel verbietet Juden den Besuch des gesamten Tempelbergs (Har haBajit).

## Erster (oder Salomonischer) Tempel